# Heart of Stone (Star Trek: Deep Space Nine)
"Heart of Stone" és el catorzè episodi de la tercera temporada de la sèrie de televisió de ciència-ficció estatunidenca Star Trek: Deep Space Nine, el 60è de tota la sèrie. Originalment es van emetre en redifusió a partir del 6 de febrer de 1995.
La història va ser escrita per Ira Steven Behr i Robert Hewitt Wolfe, mentre que l'episodi va ser dirigit per Alexander Singer i la banda sonora va ser creada per David Bell.
Ambientada al segle XXIV, la sèrie segueix les aventures a Espai Profund 9, una estació espacial situada prop d'un forat de cuc estable entre els Quadrants Alfa i Gamma de la Via Làctia, prop del planeta Bajor, mentre els bajorans es recuperen d'una brutal ocupació de dècades pels imperialistes cardassians. En aquest episodi, En aquest episodi, el cap de seguretat d’Espai Profund 9, Odo (René Auberjonois), un canviant rebel que ha rebutjat el Domini, i la Major Kira Nerys (Nana Visitor) estan atrapats junts en una petita lluna, obligant Odo a admetre que està enamorat de Kira; Mentrestant, a l'estació, l'adolescent ferengi Nog (Aron Eisenberg) intenta aconseguir el suport del comandant Benjamin Sisko (Avery Brooks) per a la seva sol·licitud a l'Acadèmia de la Flota Estel·lar.
L'arc del personatge que s'inicia en aquest episodi, en què Nog s'uneix a la Flota Estel·lar i Odo s'enfronta als seus sentiments per Kira, seria central per als dos personatges durant la resta de la sèrie. L'episodi va ser el quart més vist de la tercera temporada, amb 8,3 milions d'espectadors, i va rebre una resposta crítica mixta.

## Argument
A bord d'un runabout, Odo i Kira persegueixen un membre del grup terrorista conegut com els Maquis. Segueixen la nau dels Maquis fins a una petita lluna. En aterrar, descobreixen que la nau està buida i es separen per buscar el pilot. Al cap d'una estona, Odo torna i troba la Kira amb el peu atrapat en una massa cristal·lina en expansió que Odo no pot treure.
A mesura que la Kira està sent lentament coberta pel cristall, els perillosos tremolors sísmics augmenten a la roca circumdant; Kira insisteix que Odo l'abandoni i fugi a un lloc segur. Intenta alliberar-la amb un generador d'ultrasons i li explica el seu passat mentre esperen que el cristall es trenqui. Quan el generador falla i la Kira gairebé queda engolida pel cristall, Odo confessa el seu amor per la Kira. Per a la seva sorpresa, ella diu que també està enamorada d'ell.
Sospitant de la resposta de la Kira, Odo li apunta amb un faser, exigint saber qui és realment. La Kira i el cristall es transformen de sobte en una canviant, una de les Fundadores del Domini (Salome Jens), que revela que va robar la nau Maquis per intentar convèncer l'Odo que torni al Domini. Ella revela la ubicació real de Kira i es transporta. Odo troba Kira i li parla del Fundador, però no dels seus sentiments per ella.
Mentrestant, a "Espai Profund 9", Nog intenta convèncer el comandant Sisko perquè aprovi la seva sol·licitud per assistir a l'Acadèmia de la Flota Estel·lar. Sisko dubta i sospita que Nog està involucrat en algun pla enganyós, sobretot perquè la sol·licitud de Nog anava acompanyada del suborn habitual que la cultura ferengi espera quan es fan aquestes sol·licituds. Per posar a prova la determinació de Nog, li encarrega de comptar l'inventari d'una bodega de càrrega. Nog completa la tasca ràpidament, però Sisko encara té dubtes.
Sisko li diu a Nog que no li farà una recomanació. Nog confessa que ho vol fer per no acabar com el seu pare Rom (Max Grodénchik), les habilitats d'enginyeria del qual no són valorades per la cultura ferengi. Sisko, atordit per les ambicions nobles del jove ferengi, accepta recomanar Nog a l'acadèmia.
Quan Nog explica a Rom i al seu oncle Quark (Armin Shimerman) la seva intenció d'unir-se a la Flota Estel·lar, Quark ho prohibeix rotundament; però Rom, en un acte de valentia poc característic, s'enfronta al seu germà i concedeix amb orgull el seu permís perquè Nog s'uneixi a la Flota Estel·lar.

## Actors convidats
- Max Grodénchik - Rom
- Aron Eisenberg - Nog
- Majel Barrett – Veu de k’ordinador
- Salome Jens – Dona canviant[1]

## Producció

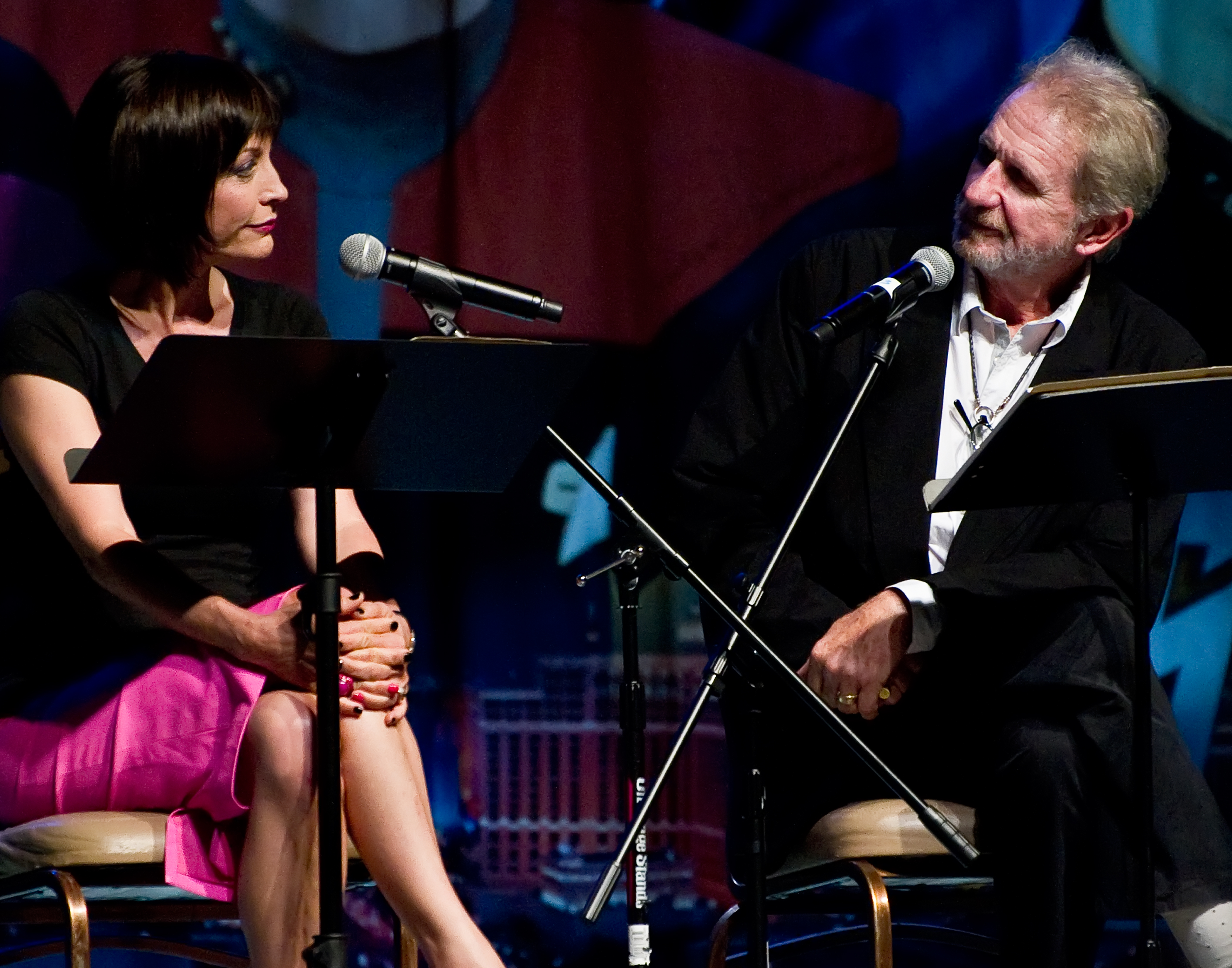
La història que involucra a Nana Visitor i René Auberjonois va ser originalment pensada pels guionistes com la trama A de l'episodi.

Ira Steven Behr i Robert Hewitt Wolfe van concebre la història i van escriure el guió de "Heart of Stone", i pretenien que la història d'Odo/Kira fos la trama A. Més tard, Behr va pensar que les actuacions d'Eisenberg i Brooks elevaven la història de Nog/Sisko a un estatus equivalent i que provocarien una millor reacció per part dels fans. La idea de tenir un personatge atrapat es va extreure de la novel·la de Ken Kesey Sometimes a Great Notion, en què un personatge queda atrapat sota un tronc i s'ofega per l'aigua que puja. Behr va descriure la mateixa escena a la pel·lícula de 1971 com "una gran escena en una pel·lícula no tan bona". L'episodi estava pensat per ser de baix pressupost, però amb molta caracterització. En un moment donat, es va pensar que Odo cantés la cançó de Richard Berry de 1955 "Louie Louie", que el personatge va descriure com una Sea Shanty, però els productors no van poder adquirir els drets a temps.
El repartiment i l'equip no estaven contents amb l'atrezzo de roca utilitzat a l'episodi. El supervisor d'efectes visuals Glenn Neufeld va lligar els peus de Visitor a l'escenari per assegurar-se que el cristall no es mogués. Es van aplicar diferents versions del cristall per a diferents escenes, i les versions més grans incorporaven un seient per a l'actriu perquè pogués relaxar-se dins de l'atrezzo entre preses. L'atrezzo va causar problemes a Visitor a causa de la seva claustrofòbia, que va ser la segona vegada durant la tercera temporada que un episodi amb guió de Wolfe li va causar aquest tipus de problemes després de "Second Skin". Tampoc li va agradar com apareixia a la pantalla: "Pensava que semblaria que el meu cos es convertiria en pedra. En canvi, semblava un gran sundae, i el meu cap era la cirera a sobre."
El director Alexander Singer va admetre que l'atrezzo no era el que havien imaginat i que va treballar-hi postproducció per millorar-lo. La postproducció també va ser problemàtica, ja que hi havia diverses escenes de transformació que involucraven Odo i la Fundadora, que requerien reaccions d'altres actors. Neufeld va dir que res del que pretenien va funcionar en postproducció, però que va ser salvat per l'empresa d'efectes visuals VisionArt, que va aconseguir salvar l'obra. Jens va acceptar reaparèixer com la Fundadora femenina que havia aparegut anteriorment a "The Search", i que el seu crèdit només aparegués als crèdits finals per evitar fer malbé el gir de la trama d'Odo/Kira. Eisenberg va entrar en pànic inicialment pel guió que mostrava en Nog anant a l'Acadèmia de la Flota Estel·lar, ja que pensava que el personatge estava sent eliminat de la sèrie, però el productor executiu Rick Berman li va assegurar que no seria el cas. Més tard va dir que l'escena en què en Nog parla amb en Sisko sobre el seu pare era la seva escena preferida de la sèrie.

## Temes
Els nens han aparegut a Star Trek com a personatges principals de la sèrie des de Wesley Crusher a Star Trek: La nova generació. El personatge de Crusher havia assistit a l'Acadèmia de la Flota Estel·lar, però va deixar la Flota Estel·lar a l'episodi de la setena temporada "El final del viatge", emès el febrer de 1994. Jake Sisko va ser un personatge secundari a Deep Space Nine, però havia expressat el desig de ser escriptor en lloc d'unir-se a la Flota Estel·lar al sisè episodi de la tercera temporada, "The Abandonat". Hi havia el desig d'evitar la història tipus "l'escollit" de Crusher amb Sisko, però després de "The Abandoned", es va veure que ja no hi hauria un personatge jove progressant per la Flota Estel·lar com s'havia previst anteriorment. Wolfe va dir: "De Wesley, Jake, Alexander i Nog, no seria divertit que Nog fos qui acabés sent capità de la Flota Estel·lar?". Ronald D. Moore va estar d'acord amb la nova direcció del personatge, dient: "D'alguna manera, el capità Nog sona genial".
La progressió de Nog per la Flota Estel·lar es va seguir en episodis posteriors, amb el personatge ascendit al rang de tinent júnior en el moment del final de la sèrie, "What You Leave Behind". L'amor no correspost d'Odo per Kira s'havia insinuat al llarg de la tercera temporada abans de la revelació a "Heart of Stone", que seria un recurs argumental repetitiu fins a l'episodi final de la sèrie quan Odo deixa la tripulació.

## Recepció
"Heart of Stone" es va emetre per primera vegada el 6 de febrer de 1995, en redifusió. Va rebre una qualificació Nielsen de 8,3 milions. Això la va situar en quarta posició de la franja horària. Això va suposar un augment respecte a l'episodi emès la setmana anterior, ja que "Life Support" va obtenir una qualificació de 8,2 milions. Va ser el quart episodi més vist de la temporada en la seva primera emissió després de "The Search", "Defiant" i "Meridian".
Diversos crítics van tornar a veure l'episodi després del final de la sèrie. Zack Handlen va fer una crítica de l'episodi per a The A.V. Club a l'octubre de 2012. Tenia reserves sobre l'episodi fins al gir inesperat que involucrava el Fundador, i va pensar que l'actuació de Visitor com a Kira havia estat lleugerament fora de lloc durant tot l'episodi. Va pensar que fer que Kira admetés els seus sentiments per Odo havia estat precipitat i es va decebre per això, i va sentir que havia arruïnat el que havia considerat un dels millors episodis de la temporada. Estava content que Odo fos tan sospitós com era, i el gir es va fer encara més sorprenent per les actuacions. Va sentir que la història de Nog/Sisko era igual de bona, ja que havia sentit que Nog havia estat "desagradable" anteriorment, però l'actuació d'Eisenberg a "Heart of Stone" va ser "increïble". Va elogiar especialment el monòleg de Nog on explicava els seus motius per unir-se a la Flota Estel·lar, i va dir que era "fantàstic" ja que era "emocionant perquè és inesperat".
Per contra Keith DeCandido a "tor.com" el 2013 el va qualificar com un molt bon episodi de "Star Trek: Deep Space Nine". Va trobar que ambdues històries encaixaven bé, ja que tant Odo com Nog revelen coses que havien amagat abans en el fons dels seus cors, i en ambdós casos, aquestes són coses que juguen un paper important més endavant a la sèrie. També va elogiar l'actuació d'Aron Eisenberg, Avery Brooks, René Auberjonois i Nana Visitor.
Jamahl Epsicokhan de Jammer's Reviews, va considerar que el complot principal d'Odo/Kira era "artificial", ja que la Fundadora va robar una nau Maquis i va preparar tota la situació simplement per intentar convèncer Odo que tornés amb el seu poble. Va dir que la trama de Nog i Sisko era "lleugera però amable", i va donar a l'episodi una puntuació general de 2,5 sobre 4. Michelle Erica Green va veure l'episodi per al lloc web TrekNation, i també va qüestionar la trama principal. Va escriure: "Què anava a fer el canviant de forma si algú QUE NO fos Kira estava a la nau amb Odo? Es va asseure i va esperar que els dos sortissin junts de l'estació?" Tenia més preocupacions sobre la direcció de la relació entre Odo i Kira, i va descriure el romanç com una "escapatòria". Pensava que la declaració de sentiments d'Odo semblava forçada, i que la trama amb una criatura de cristall atacant un membre de la tripulació li recordava alguna cosa de Star Trek: La sèrie original.
El 2019, Screen Rant va classificar aquest com un dels deu millors episodis per al personatge Nog, assenyalant com permetia que el personatge deixés de semblar "sense rumb".
El 2018, SyFy va recomanar aquest episodi per a la seva guia de visionat abreujada del personatge bajorà Kira Nerys. Van assenyalar que se centra en Kira i Odo, ja que estan atrapats junts i un d'ells està atrapat, cosa que ha donat lloc a molta discussió.

## Llançaments en mitjans domèstics
El primer comunicat de premsa domèstic de "Heart of Stone" va ser com a casset VHS de dos episodis juntament amb "Life Support" al Regne Unit el 12 de juny de 1995. Això va ser seguit als Estats Units i el Canadà amb un sol episodi llançat el 5 d'octubre de 1999. Més tard es va publicar en DVD com a part de la caixa de la tercera temporada el 3 de juny de 2003.
Es va publicar en LaserDisc als Estats Units el 26 d'octubre de 1999, juntament amb "Life Support". El disc va ser 12 polzades amb les dues cares utilitzades, donant una durada de 92 minuts, en format NTSC.